# 蘭氏裸胸鱔
蘭氏裸胸鱔，又稱蘭氏裸胸鯙，為輻鰭魚綱鰻鱺目鯙亞目鯙科的其中一種，分布於印度太平洋海域，體長可達36.3公分，為底棲性魚類，屬肉食性，生活習性不明。

## 擴展閱讀
維基物種上的相關：蘭氏裸胸鱔